# Bayambang
Bayambang ist eine Stadtgemeinde in der philippinischen Provinz Pangasinan und grenzt im Süden an die Provinz Tarlac. Im Jahre 2015 zählte sie 118.205 Einwohner. In der Gemeinde befindet sich ein Campus der Pangasinan State University.
Bayambang ist in folgende 77 Baranggays aufgeteilt:
| - Alinggan - Amamperez - Amancosiling Norte - Amancosiling Sur - Ambayat I - Ambayat II - Apalen - Asin - Ataynan - Bacnono - Balaybuaya - Banaban - Bani - Batangcawa - Beleng - Bical Norte - Bical Sur - Bongato East - Bongato West - Buayaen - Buenlag 1st - Buenlag 2nd - Cadre Site - Carungay - Caturay - Darawey | - Duera - Dusoc - Hermoza - Idong - Inanlorenzana - Inirangan - Iton - Langiran - Ligue - M. H. del Pilar - Macayocayo - Magsaysay - Maigpa - Malimpec - Malioer - Managos - Manambong Norte - Manambong Parte - Manambong Sur - Mangayao - Nalsian Norte - Nalsian Sur - Pangdel - Pantol - Paragos - Poblacion Sur | - Pugo - Reynado - San Gabriel 1st - San Gabriel 2nd - San Vicente - Sangcagulis - Sanlibo - Sapang - Tamaro - Tambac - Tampog - Tanolong - Tatarao - Telbang - Tococ East - Tococ West - Warding - Wawa - Zone I - Zone II - Zone III - Zone IV - Zone V - Zone VI - Zone VII |